# Sava I.

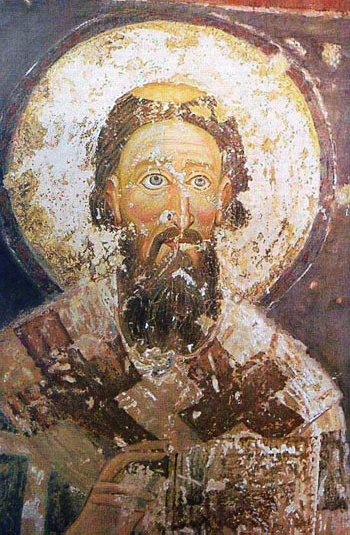
Darstellung des Sava im Kloster Mileševa (Detail)

Sava I. (serbisch-kyrillisch Сава, * um 1174 als Rastko (Nemanjić) vermutlich in Ribnica (heute Podgorica), Zeta; † vermutlich 14. Januar 1236 in Tarnowo, Bulgarisches Reich) war von 1219 bis 1233 Erzbischof von Serbien. Sava gilt als Begründer und erster Erzbischof der serbisch-orthodoxen Kirche und wird von dieser als Apostelgleicher verehrt. Er ist auch ein Heiliger der römisch-katholischen Kirche.
Sava war der jüngste Sohn des serbischen Großžupans Stefan Nemanja und der Bruder des ersten Königs der Nemanjić-Dynastie Stefan. Auf Sava gehen die Errichtung des serbischen Erzbistums und die Zuwendung zur Byzantinischen Ostkirche zurück. Für die weitere theologische Entwicklung in der Serbisch-Orthodoxen Kirche, der Unterrichtung ihres Klerus sowie der spirituellen Zuwendung des serbischen Adels zur byzantinisch-christlichen Theologie spielten Savas Wallfahrten im Jahr 1229 und nochmals 1234 zu den heiligen Stätten in Palästina eine entscheidende Rolle.
Sava ist die zentrale Figur in der Geschichte der serbisch-orthodoxen Kirche. Die nahezu einzigen Quellen zu Savas Leben sind die zeitgenössischen Hagiographien des Hilandar-Mönchs Domentijan (1210–nach 1264) sowie des Athos-Mönchs Teodosije. Bei den Serben hat er sich insbesondere auch in Legenden, Epen und Liedern erhalten.

Siegel des Sava

## Leben
Sava wurde um 1174 als jüngster Sohn des serbischen Großžupan Stefan Nemanja und seiner Frau Ana geboren und erhielt den Namen Rastko. Rastko wurde mit 15 Jahren Župan von Zahumlje.

### Mönchtum

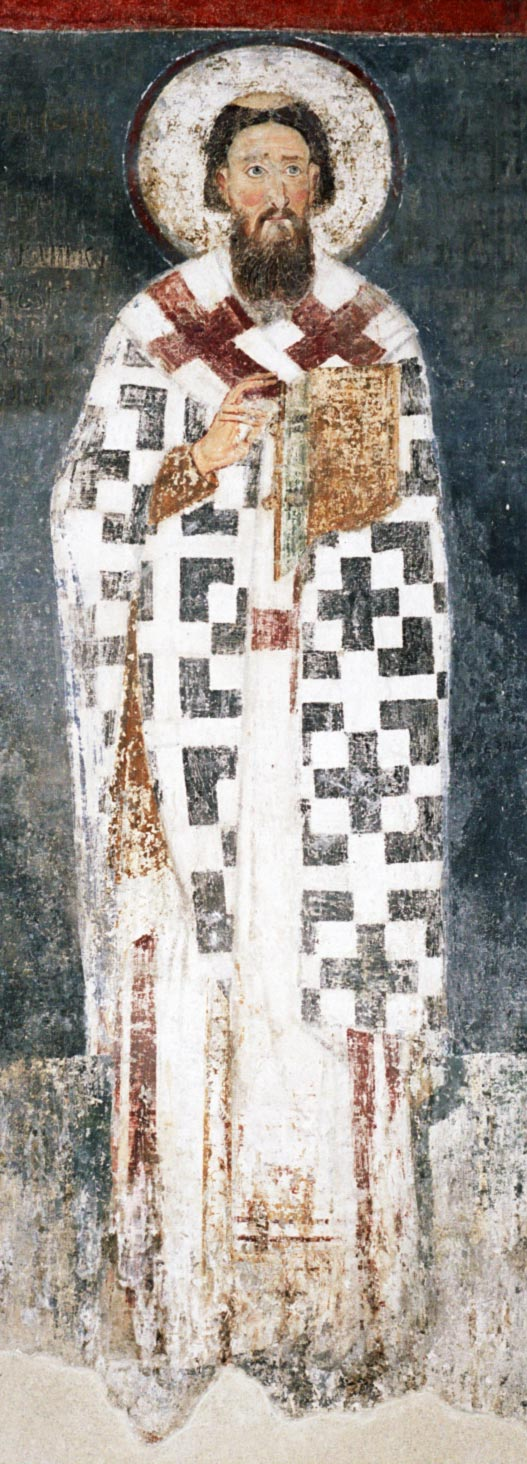
Sava als Heiliger, Kloster Mileševa (13. Jahrhundert)

Der 16-jährige Rastko soll ins Kloster Athos geflohen sein. Auf seiner Flucht soll Rastko von zwei russischen Mönchen unterstützt worden sein, die durch Zahumlje reisten. Er trat als Mönch in das Kloster Aghios Panteleimon ein und nahm den Namen „Sava“ an, nach dem Mönch und Klostergründer Sabas.
Als orthodoxer Athos-Mönch verbrachte Sava sieben Jahre im damals bedeutendsten Athos-Kloster Vatopedi, wo er trotz seiner Jugend zum Abt gewählt wurde. Nachfolgend verbrachte er zwei Jahre im Kloster Hilandar, bevor er sich ab 1199 einige Zeit im Kloster Theotokos Evergetis in Konstantinopel aufhielt.
1196 entsagte Stefan Nemanja dem Fürstenthron und folgte seinem Sohn Sava als Mönch auf den Athos. Um 1200 war Sava eine dominierende Figur auf dem Heiligen Berg Athos geworden; zwischen 1200 und 1204 wurde er in Thessaloniki zum Archimandriten ernannt, wodurch er nach dem Protos zum Zweithöchsten in der Kirchenhierarchie des Athos aufstieg.
Stefan Nemanja verstarb 1200 als Mönch Simeon auf dem Athos.
Auf dem serbischen Fürstenthron war von Stefan Nemanja sein zweiter Sohn Stefan als Großžupan eingesetzt, der ab 1217 serbischer König wurde. Nemanjas Erstgeborener Vukan, der die Nachfolge seines Vaters hätte antreten sollen, war Župan von Zeta. Es war im frühen Serbien nicht üblich, dass der zweite Sohn die Nachfolge antrat, und nachdem Stefan Nemanja verstorben war, lehnte sich Vukan mit Unterstützung vieler serbischer Stammesältester gegen seinen Bruder Stefan auf.
Vukan wurde auch vom Königreich Ungarn und der römischen Kirche unterstützt, während Stefan mehr Sympathien für die Ostkirche zeigte. Stefan wurde vertrieben, kam aber mit bulgarischer Hilfe wieder auf den Thron zurück. Da Stefan Nemanja seinerzeit den bulgarischen Aufstand gegen Byzanz unterstützt hatte, herrschte damals eine tiefe Freundschaft zwischen Serbien und Bulgarien. Die Bulgaren gehörten der Ostkirche an und waren zugleich mit Ungarn befeindet, insofern war es für sie ganz natürlich, dass sie Stefan Hilfe gewährten. Vukan musste sein Vatererbe in Montenegro zurücklassen, bereitete aber erneut einen Aufstand.
Nach 1206 kehrte Sava als Abt des Klosters Studenica nach Serbien zurück und nahm bei der Gelegenheit die Gebeine seines Vaters mit, für die er als Grablage Studenica auserwählte. Studenica wurde damit zum wichtigsten spirituellen Zentrum Serbiens sowie Vorbild für spätere Klostergründungen.
Sava schaffte tatsächlich, dass Frieden einkehrte in das von Bruderkriegen ausgeblutete Serbien. Die nächsten Jahre blieb Sava in Serbien und half bei der Überwindung der Wunden des Bürgerkriegs. Diese Jahre gelten als die bedeutendsten in seinem Wirken. 1216/17 kehrte Sava nach Athos zurück und wurde 1219 in Nicäa zum Erzbischof Serbiens ernannt. Damit war die Autokephalie der Serbisch-Orthodoxen Kirche eingerichtet, die er mit der Errichtung des serbischen Erzbistums im Kloster Žiča aus der Jurisdiktion des bulgarischen Erzbistums in Ohrid ausgliederte.
Die römische Kirche begann ihre Position in Serbien zu festigen, weswegen orthodoxe Serben auf den Athos kamen und dieses Sava und den anderen Mönchen mitteilten. Nach einer Beratung beauftragten die darüber beunruhigten Athos-Mönche Sava, den ökumenischen Patriarchen der Ostkirche um eine eigenständige Kirchenorganisation für Serbien zu bitten. Eine Delegation von Athos-Mönchen, darunter Sava, reiste 1219 nach Nicäa, wohin der damalige ökumenische Patriarch Manuel I. nach der Eroberung von Konstantinopel ausgewandert war. Manuel stimmte dem Vorhaben der Athos-Mönche zu, eine eigene Kirchenorganisation für Serbien zu schaffen. Zum Erzbischof für Serbien und die Küstenländer wählten die Athos-Mönche alsbald Sava, den Patriarch Manuel anschließend weihte.
1220 folgte die zweite Rückkehr des Sava nach Serbien, diesmal als Erzbischof von Serbien, begleitet von den Athos-Mönchen. Dem konnte sich selbst König Stefan nicht widersetzen, oder er wollte es gar nicht. Zu Pfingsten 1221 wurde eine Volksversammlung berufen und Sava als Erzbischof bestätigt. Sava krönte danach seinen Bruder ein zweites Mal zum König, diesmal nach orthodoxem Ritus.
Damit wurde die serbisch-orthodoxe Kirche ins Leben gerufen. Im Grunde entstand die serbisch-orthodoxe Kirche auf dem Athos, unter den Athos-Mönchen, weswegen orthodoxe Serben heute noch sehr eng mit der Mönchsrepublik verbunden sind.

### Wallfahrten

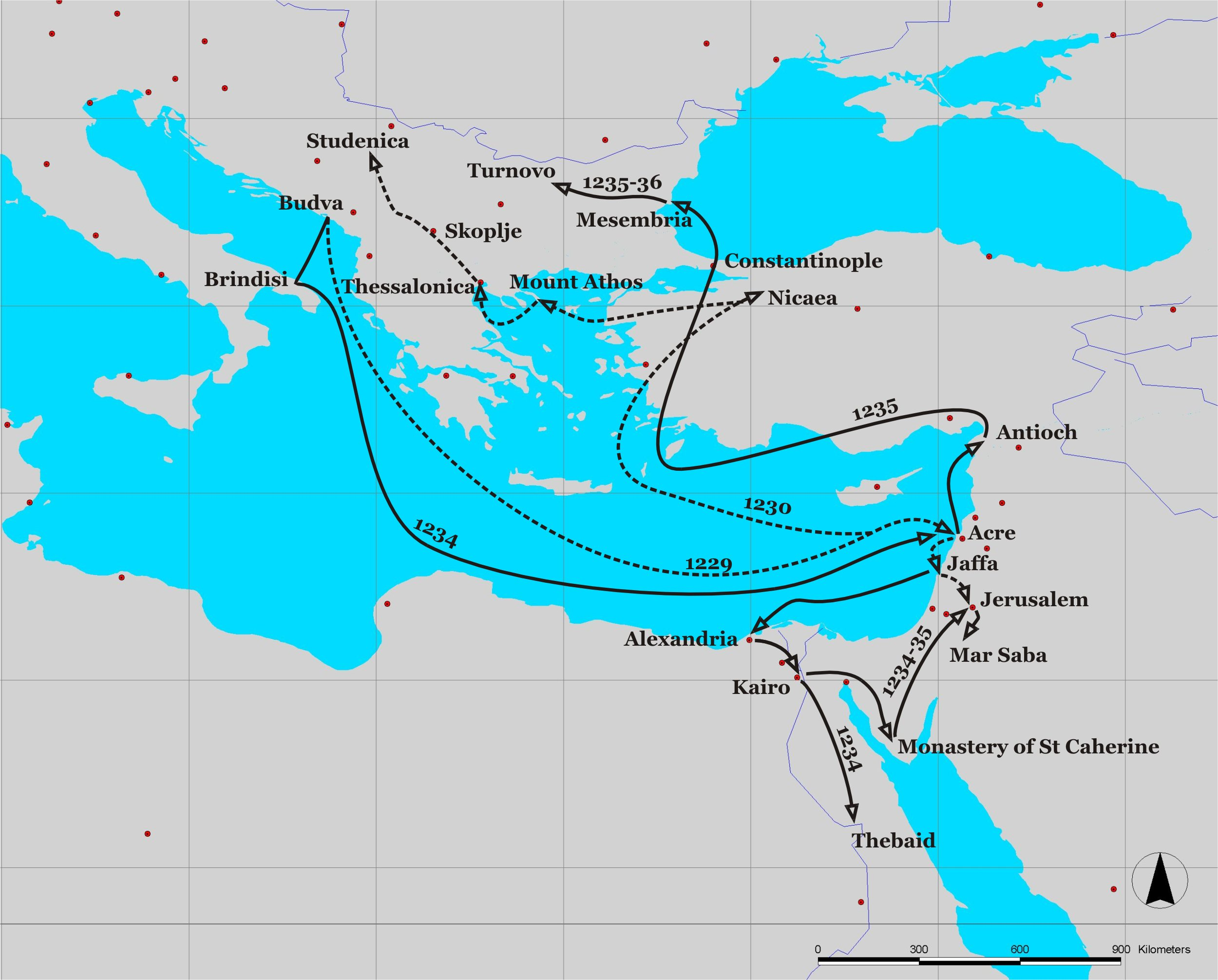
Pilgerfahrten Savas 1229–1236

Nach heutigem Wissenstand hat Sava 1229/30 und 1234/35 zwei Palästinafahrten zu den heiligen Stätten unternommen. Über diese wurde durch die Mönche Domentijan und Teodosius ausführlich berichtet. Die Anregung zu den Palästinareisen hatte er sicher während seines Aufenthalts ab 1191 auf dem heiligen Berg Athos von dortigen Jerusalem-Pilgern erhalten (u. a. der von Teodosius erwähnte Protos Dometios mit dem Beinamen 'Jerusalemer'), unternahm diese jedoch insbesondere zur Absicherung der Autokephalie seiner Landeskirche (seit 1217) durch die östlichen Patriarchen.
Sava hatte über seinen monastischen Namenspatron dem palästinensischen Mönchsvater Sabas eine lebendige Beziehung zum heiligen Land. Domentijan schildert in seiner Sava-Biographie die Palästina-Reisen Savas am ausführlichsten, was vielfach die Vermutung zulässt, das er diesen begleitet hatte. Seine Pilgerreise begann Sava an der Todes- und Auferstehungsstätte Jesu, in der Grabeskirche. Nach dem ihn der orthodoxe Patriarch von Jerusalem Athanasius II. begrüßt hatte, führte ihn der Weg auf seiner zweiten Reise mit denselben Geschenken wie die Drei Magier zur Geburtsstätte Christi Bethlehem. Danach besuchte er den Saal auf dem Berge Sion. Domentijan schildert wie Sava an allen Pilgerorten eine Liturgie zelebriert, die Himmelfahrtskirche mit den Fußspuren Jesu sowie die Häuser des Zacharias, dem Vater Johannes des Täufers sowie der hl. Joachim und Anna, den Eltern Marias, aufsuchte. Sava besuchte dann das Tempelgelände sowie den Ölberg und den Garten Gethsemani. Weitere Stationen waren die Wüste Jericho (Ort der Versuchung Jesu) und der Jordan (Ort der Taufe Jesu) wie ein längerer Aufenthalt in der Klostergründung seines mönchischen Namenspatrons der Lavra Mar-Saba bei Bethlehem. Hierbei gründete er nach Besuchen in den georgischen und russischen Klöstern ein serbisches (Kirche des hl. Johannes des Theologen). Zum Abschluss reiste er noch auf den Berg Tabor und nach Nazareth.
Sava traf neben Athanasius II. auch die byzantinischen Kaiser in Nikaia und Thessaloniki. Während seiner zweiten Orientreise erbat er beim Sultan von Ägypten al-Kamil persönlich um Erlaubnis zum Besuch des Katharinenklosters.
Nach der zweiten Wallfahrt zu den heiligen Stätten und zum Herrengrab in Jerusalem besuchte Sava den bulgarischen Kaiser Iwan Assen II. an dessen Hof in Tarnowo (heute Weliko Tarnowo). Er half dabei den orthodoxen Bulgaren, ihr Patriarchat zu erneuern.

### Tod
Auf der Rückreise erkrankte Sava und verstarb nach kurzer Zeit am 14. Januar (bzw. 12. oder 13. Januar) 1236 in Tarnowo. Er wurde in der dortigen Zarenkirche „Heilige Vierzig Märtyrer“ beigesetzt. Savas Nachfolger als Erzbischof von Serbien, Arsenije von Syrmien überführte gemeinsam mit dem serbischen König Vladislav Savas sterbliche Überreste als Reliquien von Bulgarien nach Serbien, trotz anfänglichen Widerstandes der bulgarischen Kaiser, und setzte sie im Kloster Mileševa bei.

## Werke

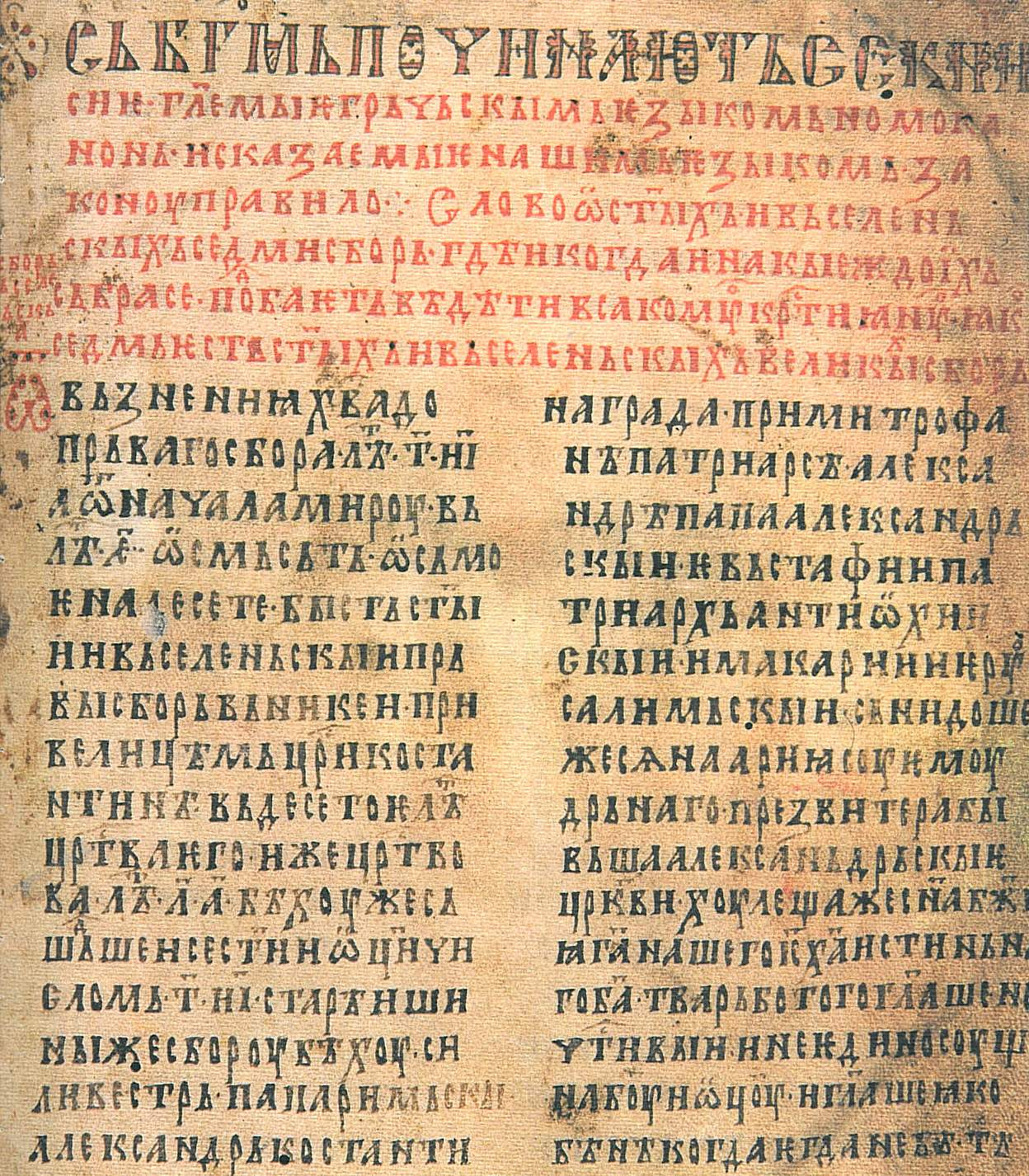
Erste Seite des Nomokanons Sava, Manuskript von 1262

Durch ein persönliches Edikt von Kaiser Alexios III. in Konstantinopel bekam Sava 1197 die Gründung des Athos-Klosters Hilandar zugesprochen, welches der serbischen Kirche auf Dauer einen festen Platz innerhalb der Orthodoxie sichern sollte und das er gemeinsam mit seinem Vater Stefan gründete. Sava gründete auch das Kloster Žiča in Serbien, das bis 1253 Sitz des orthodoxen Erzbischofs war. Im Heiligen Land gründete Sava das Erzengel-Kloster bei Jerusalem sowie ein Hospital für orthodoxe Pilger in Akkon. Beide Einrichtungen existieren nicht mehr.
Sava schrieb die Viten für seinen verstorbenen Vater. Das Typikon Evergetis übernahm Sava in kirchenslawischer Übersetzung für die Konstitution Hilandars und in leicht adaptierter Form für das Kloster Studenica. Es wurde damit Modell vieler mittelalterlicher klösterlicher Typica in ganz Serbien.
Er gilt als Verfasser des Nomokanon, des ersten serbischen Gesetzbuches aus dem Jahr 1217. Diese Kodifizierung byzantinischen Rechts bildete das Fundament der serbischen kirchlichen und bürgerlichen Gesetzgebung. Das Nomokanon wurde bei den Slawen als Krmčija oder Kormčaja Kniga (Buch des Lotsen) bekannt und die grundlegende Verfassung der Bulgarischen und Russischen Kirche.

## Verehrung

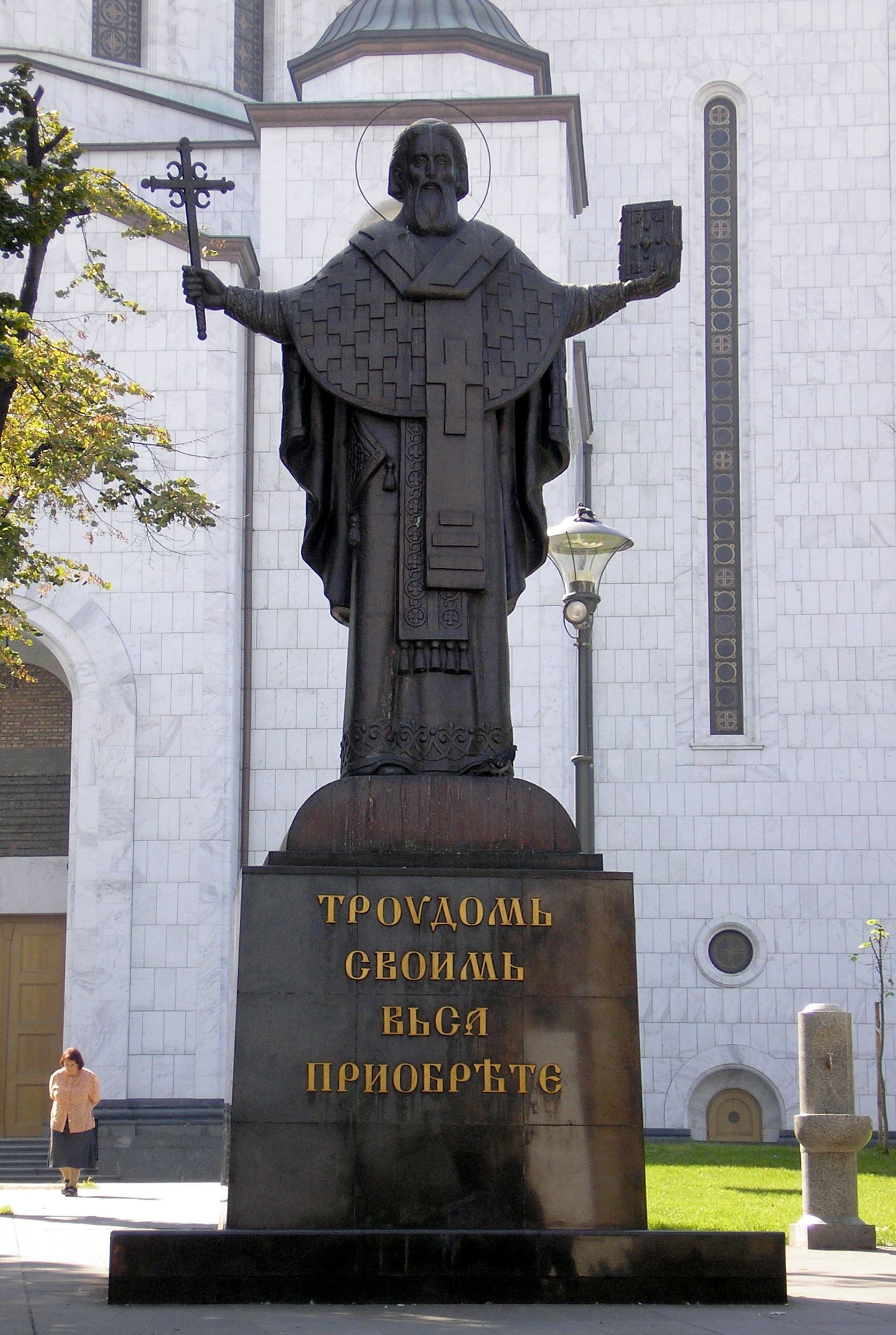
Statue des Sava in Belgrad.

Kurz nach Savas Ableben wurden zwei zeitgenössische Viten verfasst, eine durch den Mönch und Historiographen Domentijan (1210–nach 1264) etwa 10 oder spätestens 19 Jahre nach Savas Tod sowie im späteren 13. Jahrhundert die populär gewordene Vita durch den Athosmönch Teodosije. Einige Jahre nach seinem Tod wurde Sava zum Heiligen erklärt, sein Kult wurde über die mit Savas verbundenen Klöster Hilandar, Studenica, Žiča und Mileševa schnell weit verbreitet.
Als Strafmaßnahme für den serbischen Aufstand von 1593 verbrannten die Osmanen unter Großwesir Sinan Pascha am 27. April 1594 Savas sterbliche Überreste auf einer Anhöhe bei Belgrad, vermutlich dem heutigen Berg Vračar. Auf dem Vračar wurde zunächst eine kleinere dem heiligen Sava geweihte Kirche errichtet. Im Jahr begannen 1935 Bauarbeiten für den Dom des Heiligen Sava. Nach einem jahrzehntelangen Baustopp wurde die Kathedrale 2004 eingeweiht.
Von der römisch-katholischen Kirche wurde der heilige Sava im 16. Jahrhundert heiliggesprochen. In den darauffolgenden Jahrhunderten und im auch die Kirchen beeinflussenden Nationalitätenkonflikt, geriet diese Kanonisierung der römisch-katholischen Kirche in Vergessenheit und ist gegenwärtig vielen orthodoxen und römisch-katholischen Christen nicht bekannt.
Savas Gedenktag ist der 14. Januar, der nach julianischer Kalenderrechnung auf den 27. Januar des gregorianischen Kalenders fällt.